# Helena Thopia
Helena Thopia was een Albanese prinses uit het huis Thopia. Van 1388 tot 1392 was ze vorstin van Krujë. In 1392 verloor ze deze heerschappij aan haar broer Niketa Thopia. In 1394 heroverde ze haar titel.

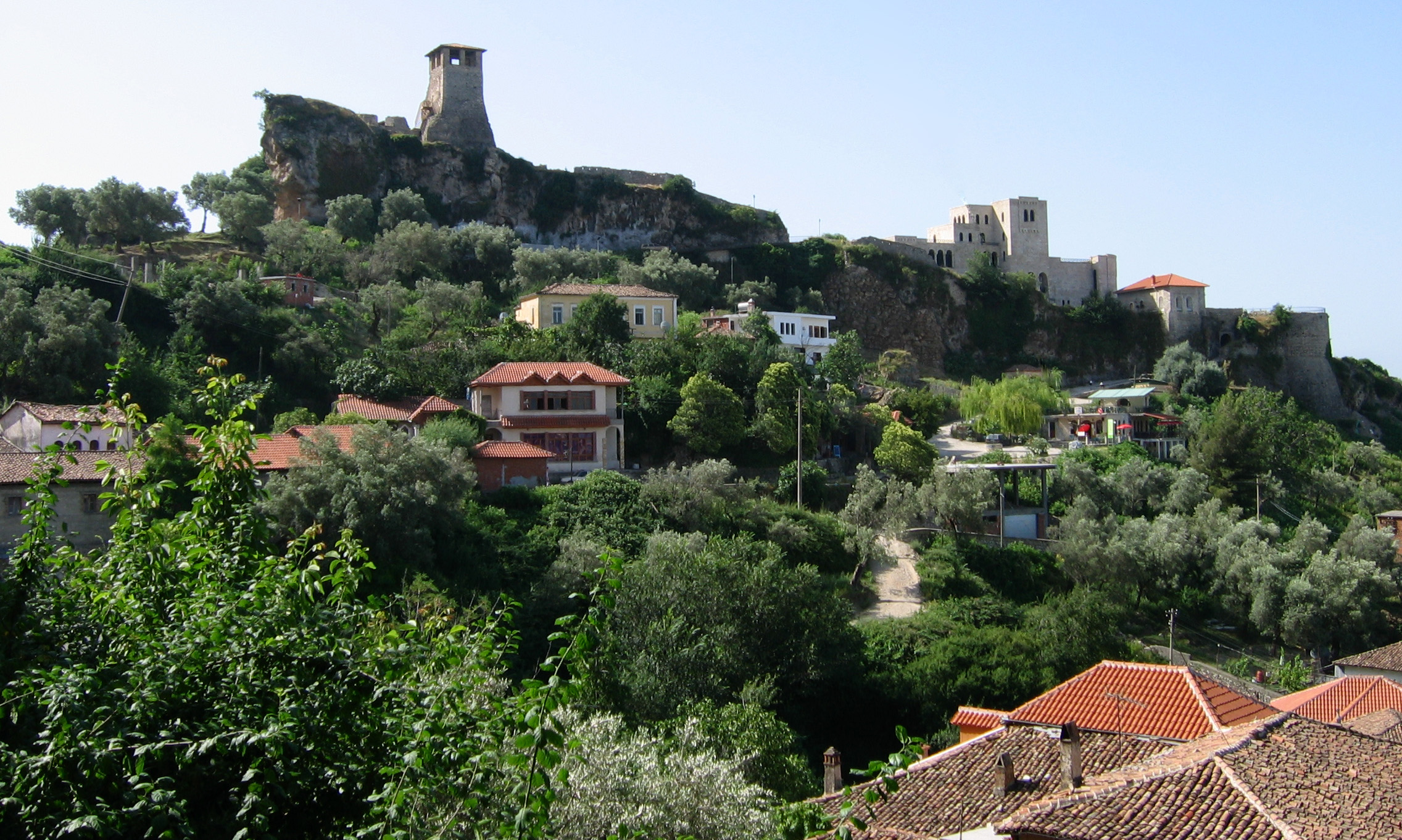
Het kasteel van Krujë.

Helena was de oudste dochter van de Albanese vorst Karl Thopia en de adelvrouw Vojsava Balsha. Na de dood van haar vader erfde Helena het Kasteel van Krujë. In 1394 trouwde ze met een heerser van Zeta, Konstantin Balsha, die heerste over een vazal van het Ottomaanse Rijk. Samen kregen ze een kind, genaamd Stefan Balsha.